# Præsident på livstid
Præsident på livstid er en titel, der anvendes af nogle diktator-præsidenter indenfor republikanske systemer til at fjerne begrænsninger på deres mandatperiode, i håb om at deres autoritet og legitimitet ikke bliver anfægtet.
Blandt historiske personer der har benyttet en lignende strategi kan nævnes Julius Cæsar og Napoleon Bonaparte
| Ledelse | Spire Denne artikel om ledelse i teori eller praksis er en spire som bør udbygges. Du er velkommen til at hjælpe Wikipedia ved at udvide den. |